# Ungleichung von Weyl
Die in diesem Artikel behandelte Ungleichung von Weyl ist eine Aussage, welche Hermann Weyl im Jahr 1912 fand. Es gibt mehrere Ungleichungen, welche nach Hermann Weyl benannt sind. Die hier beschriebene Ungleichung macht eine Aussage über das Verhalten von Eigenwerten von Summen von Matrizen. Dieser Satz war schon im 19. Jahrhundert bekannt, wurde jedoch nicht vollständig publiziert.

## Weyl-Ungleichung für Matrizen
Gegeben sei eine quadratische Matrix {\displaystyle A\in \mathbb {R} ^{n\times n}} mit der Zerlegung {\displaystyle A=W+Y.} Hierbei sind {\displaystyle W} und {\displaystyle Y} beliebige quadratische Matrizen. Mit {\displaystyle \lambda _{\pm i}\left(X\right)} werde jeweils der {\displaystyle i}-te Eigenwert verstanden, wobei positive {\displaystyle i} zu aufsteigender Sortierung gehören, und negative {\displaystyle i} zu absteigender. Es ist demnach {\displaystyle \lambda _{1}\left(X\right)} der kleinste Eigenwert von {\displaystyle X} und {\displaystyle \lambda _{-1}\left(X\right)} der größte. Mit den Kurzschreibweisen
{\displaystyle \alpha _{\pm i}:=\lambda _{\pm i}\left(A\right)},
{\displaystyle \omega _{\pm i}:=\lambda _{\pm i}\left(W\right)} und
{\displaystyle \eta _{\pm i}:=\lambda _{\pm i}\left(Y\right)}
lautet die Ungleichung:
Für jedes Paar {\displaystyle i,j}, welches {\displaystyle 1\leq i+j-1\leq n} erfüllt, gelten die Ungleichungen
{\displaystyle \omega _{i}+\eta _{j}\leq \alpha _{i+j-1}}
und
{\displaystyle \alpha _{-\left(i+j-1\right)}\leq \omega _{-i}+\eta _{-j}}.